# Mittlere Kuppenalb

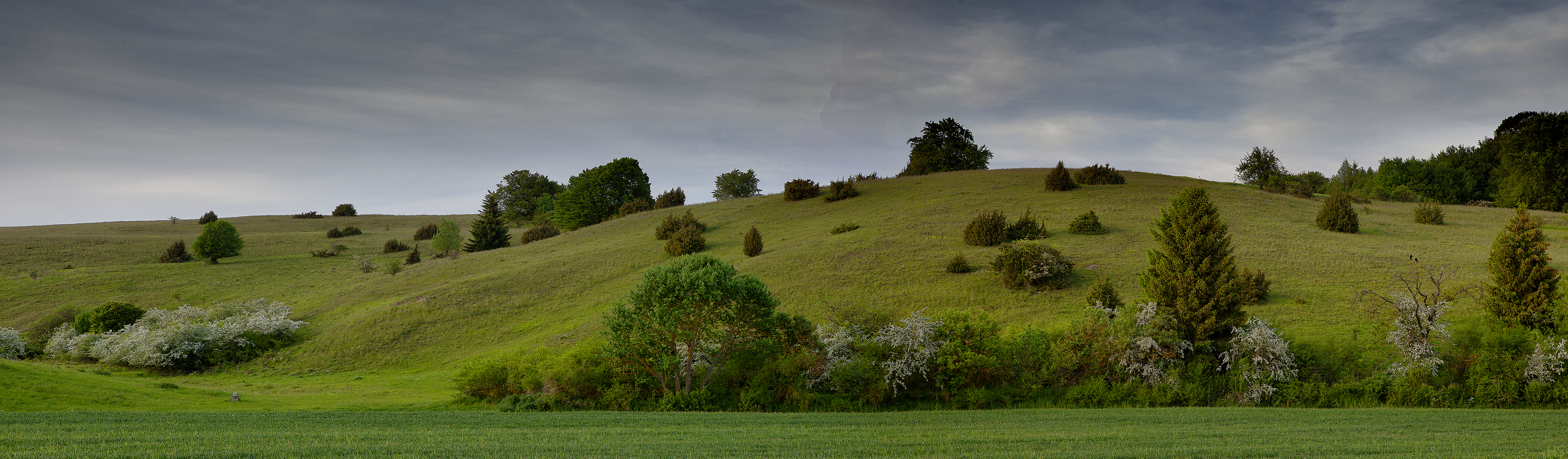
Typische Kuppenalblandschaft mit Wacholderheiden bei Laichingen

Die Mittlere Kuppenalb ist ein Naturraum der Schwäbischen Alb im Südwestdeutschen Stufenland in Baden-Württemberg.

## Beschreibung

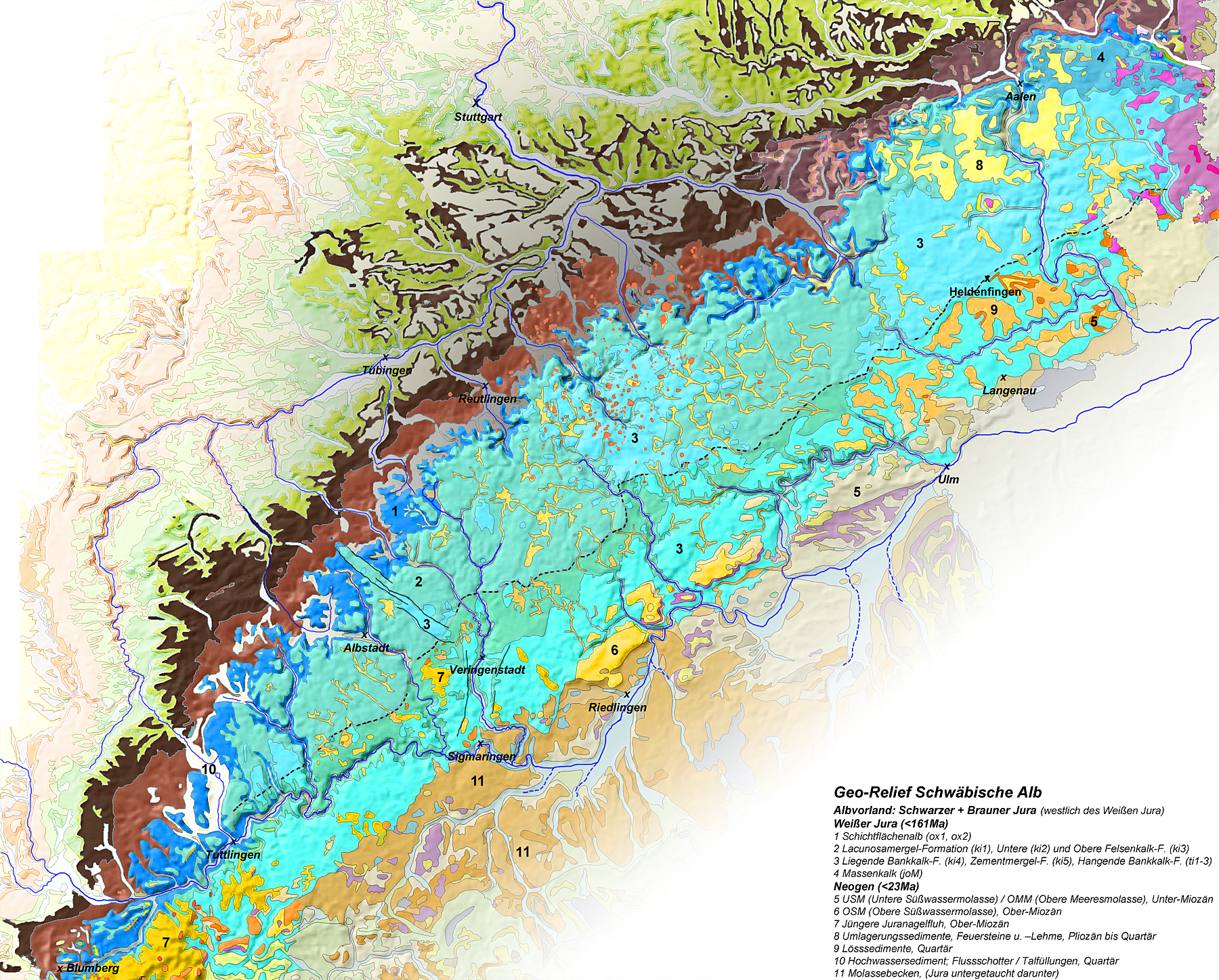
Geologisches Relief der obersten Gesteinsformationen, inklusive nördliches Alb-Vorland, Klifflinie und Rand des südlichen Molassebeckens

Es handelt sich um eine Hochfläche, die nach Süden aufgrund einer Stufe deutlich gegenüber der Mittleren Flächenalb abgegrenzt ist. Der Hauptteil der Mittleren Kuppenalb wird von ungebankten Massenkalken gebildet, die durch eine tiefe Verkarstung und ein typisches Trockentalsystem auf der Oberfläche gekennzeichnet sind. Die oberirdische Entwässerung erfolgt Richtung Donau durch tief eingeschnittene Täler (Lauchert und Große Lauter) mit Karstquellen und Kalktuffterrassen.

## Geomorphologie
In der Geologie wird als Kuppenalb der zentrale, hochgelegene Teil der Schwäbischen Alb bezeichnet, der nördlich der Klifflinie liegt, welche annähernd parallel zum Donautal verläuft. Richtung Nordwesten grenzt die Kuppenalb entlang einer 50–80 Meter hohen Geländestufe an die Schichtflächenalb, nach Süden und Südosten an die niedrigere Mittlere Flächenalb. Dieser Teil der Schwäbischen Alb wurde im Gegensatz zur Flächenalb im Miozän nicht vom oberen Molassemeer bedeckt, deswegen haben sich hier die ursprünglichen Landschaftsformen erhalten. Geologisch ist sie (nach Dongus 1972) ein verkarsteter Tafelrumpf in den Massen- und Schichtkalken des oberen Malms. Die morphologisch harten Riffkalke bilden die Kuppen, während die dazwischen liegenden Schichtkalke des Kimmeridgiums (mittlere Stufe der Oberjura) großteils ausgeräumt wurden. Im mittleren Bereich hat die Kuppenalb im Gegensatz zur nordwestlich angrenzenden Schichtflächenalb auch ungebankte, von Schwämmen erbaute Kalkstöcke.

## Böden
Es finden sich vor allem tonige Lehmböden, Lössdecken hingegen weniger. Die Böden sind zum großen Teil flachgründig, bessere Böden befinden sich nur im Bereich der Zeta-Überdeckungen des Weißjura (Münsinger Schüssel). Im steileren Gelände bildeten sich aus Kalkgesteinen flachgründige Rendzinen, in lösshaltigen Lagen Parabraunerden und in Mulden Terra fusca (Kalk-Braunlehm). 

## Wälder
Die Wälder der Landschaft befinden sich hauptsächlich an den Steilhängen und in den Kuppenlagen, die Landschaft ist geprägt durch den kleinräumigen Wechsel von Waldflächen und von mit Gehölzen durchsetzten Offenlandflächen.

## Naturräumliche Gliederung
Die Mittlere Kuppenalb gliedert sich wie folgt:
- 094 Mittlere Kuppenalb
  - 094.0 Randhöhen der Mittleren Alb (Stufenrand der mittleren Alb[1])
    - 094.00 Uracher Ermstal
    - 094.01 Roßberg-Randhöhen
    - 094.02 Heufeld
    - 094.03 Teck-Randhöhen
    - 094.04 Filsalb

  - 094.1 Östlicher Teil der Mittleren Kuppenalb
    - 094.10 Großkuppengebiet von Laichingen
    - 094.11 Nellinger Hochfläche
    - 094.12 Böhringer Hochfläche

  - 094.2 Westlicher Teil der Mittleren Kuppenalb
    - 094.20 Reutlinger Kuppenalb (Münsinger Mulde[1])
    - 094.21 Zentrale Kuppenalb
    - 094.22 Lauchert-Kuppenalb

## Anteile an Schutzgebieten
|                                |                     |
| Art des Schutzgebiets          | prozentualer Anteil |
| FFH-Gebiete                    | 13,27               |
| Vogelschutzgebiete             | 10,67               |
| Naturschutzgebiete             | 1,3                 |
| sonstige Schutzgebiete         | 14,0                |
| Effektiver Schutzgebietsanteil | 19,17               |